# Mansur Rahnama-Hezavah
Mansur Rahnama-Hezavah (ur. 2 czerwca 1960 roku w Teheranie) – profesor nauk medycznych, nauczyciel akademicki Uniwersytetu Medycznego w Lublinie. Specjalność naukowa: chirurgia szczękowo-twarzowa.

## Życiorys
W 1990 roku ukończył studia w Akademii Medycznej w Lublinie, następnie podjął pracę w macierzystej uczelni. W 1997 roku na podstawie rozprawy pt. Doświadczalnie wywołane zmiany w kościach szczęki i żuchwy w osteoporozie polekowej uzyskał na Wydziale Lekarskim Akademii Medycznej im. prof. Feliksa Skubiszewskiego w Lublinie stopień naukowy doktora nauk medycznych w dyscyplinie stomatologia specjalność: chirurgia szczękowo-twarzowa. W 2009 roku otrzymał stopień naukowy doktora habilitowanego. W 2014 roku nadano mu tytuł profesora nauk medycznych. Ponadto ukończył studia podyplomowe Master of Business Administration (MBA) i  Doctor of Business Administration (DBA).
Został adiunktem Akademii Medycznej im. prof. Feliksa Skubiszewskiego w Lublinie w I Wydziale Lekarskim z Oddziałem Stomatologicznym w Katedrze Chirurgii Stomatologicznej i Szczękowo-Twarzowej a następnie profesorem nadzwyczajnym w tej uczelni (przemianowanej w międzyczasie na Uniwersytet Medyczny w Lublinie). W 2010 roku objął stanowisko kierownika Katedry i Zakładu Chirurgii Stomatologicznej na tej uczelni. 
Wszedł w skład Centralnej Komisji do Spraw Stopni i Tytułów oraz Polskiej Komisji Akredytacyjnej (Zespół Nauk Medycznych i Nauk o Zdrowiu oraz Nauk o Kulturze Fizycznej).
Od 2014 roku jest konsultantem krajowym z zakresu chirurgii stomatologicznej. W 2018 został prezesem Polskiego Towarzystwa Chirurgii Stomatologicznej i Szczękowo-Twarzowej
W 2019 został członkiem Rady Doskonałości Naukowej I kadencji.
Został powołany w skład Rady Agencji Badań Medycznych (kadencja na lata 2019-2025).
W lutym 2023 roku otrzymał nominację asygnowaną przez Prezydenta RP, Andrzeja Dudę na członka Izby Nauk Medycznych nowopowstałej Akademii Kopernikańskiej. 
W marcu  2023 roku decyzją Ministra Spraw Wewnętrznych został powołany do Rady Naukowej Państwowego Instytutu Medycznego MSWiA. 
W czerwcu 2023 roku  został uhonorowany tytułem doktora honoris causa Uniwersytetu Rzeszowskiego. 
W październiku 2023 został ponownie powołany na Członka Rady Doskonałości Naukowej II kadencji na kadencję 2024–2027 w dyscyplinie nauki medyczne z największą ilością głosów spośród wszystkich dyscyplin. W styczniu 2024 został wybrany sekretarzem Rady Doskonałości Naukowej II kadencji na kadencję 2024–2027, uzyskując 120 głosów.  

## Odznaczenia i medale
- Złoty Krzyż Zasługi (2018)[13]
- Medal 700-lecia Lublina (2019)
- Medal Komisji Edukacji Narodowej (2020)
- Złoty Medal za Długoletnią Służbę (2021)[14]